# Paranemastoma sillii
Espèce
Synonymes
- Nemastoma sillii Herman, 1871
- Nemastoma gigas Sørensen, 1894
- Nemastoma lineatum Sørensen, 1894
- Crosbycus cavernae Roewer, 1951
- Nemastoma bishopi Roewer, 1951
- Nemastoma bulgaricum Roewer, 1951
- Nemastoma carpathicum Roewer, 1951
- Nemastoma mohilevum Roewer, 1951
- Nemastoma politum Roewer, 1951
- Nemastoma romanium Roewer, 1951
- Nemastoma rumelium Roewer, 1951
- Nemastoma wiehlei Roewer, 1951
- Nemastoma zilchi Roewer, 1951

Paranemastoma sillii est une espèce d'opilions dyspnois de la famille des Nemastomatidae.

## Distribution
Cette espèce se rencontre en Roumanie, en Ukraine, en Hongrie, en Bulgarie et en Macédoine du Nord,.

## Description
Les mâles mesurent de 3,2 à 5,0 mm et les femelles de 4,0 à 5,6 mm.

## Systématique et taxinomie
Cette espèce a été décrite sous le protonyme Nemastoma sillii par Herman en 1871. Elle est considérée comme une sous-espèce de Nemastoma quadripunctatum par Roewer en 1914. Elle est élevée au rang d'espèce par Kratochvíl en 1939. Elle est placée dans le genre Paranemastoma par Avram en 1973.
Nemastoma carpathicum a été placée en synonymie par Avram en 1973.
Nemastoma bulgaricum et Nemastoma rumelium ont été placées en synonymie par Staręga en 1976.
Nemastoma lineatum, Nemastoma bishopi, Nemastoma romanium, Nemastoma wiehlei et Nemastoma zilchi ont été placées en synonymie par Martens en 1978.
Nemastoma gigas, Crosbycus cavernae, Nemastoma mohilevum et Nemastoma politum ont été placées en synonymie par Staręga en 1978.

## Publication originale
- Herman, 1871 : « Beitrag zur Kenntnis der Arachnidenfauna Siebenbürgens. » Verhandlungen und Mitteilungen des Siebenbürgischen Vereins für Naturwissenschaften zu Hermannstadt, vol. 21, p. 23–29.